# Bungalow (Film)
Bungalow ist ein deutscher Spielfilm aus dem Jahr 2002.

## Handlung
Paul ist 19 Jahre alt und Rekrut bei der Bundeswehr. Er und seine Kameraden sind auf der Ladefläche eines Bundeswehr-LKWs auf der Rückfahrt von einem Manöver in die Kaserne. Nach einer Pause steigt Paul nicht wieder mit ein und bleibt auf der Autobahnraststätte zurück. Der junge Deserteur macht sich auf den Weg in seinen nahegelegenen hessischen Heimatort. Dort findet er Unterschlupf im Bungalow seiner Eltern, die sich gerade im Urlaub in Italien befinden.
Paul trifft zunächst seine Freundin Kerstin. Die aber macht mit ihm Schluss, da er ihr sechs Wochen lang nicht geschrieben hat. Sein älterer Bruder Max taucht auf, er sieht Probleme auf seinen kleinen Bruder zukommen und versucht ihn zu überzeugen, die Eltern in Italien anzurufen. Vergeblich. Auch als Max die Reparatur des Daches des Bungalows in Angriff nimmt, kann er Paul nicht zur Mitarbeit überreden. Als die Feldjäger kommen, um Paul wieder zur Truppe zurückzubringen, treffen sie ihn nicht an. Max fährt daraufhin seinen Bruder zum Bahnhof, Paul steigt aber nicht in den Zug und kehrt stattdessen wieder zum Bungalow zurück.
Dort begegnet er Lene, der dänischen Freundin seines Bruders. Paul beginnt mit ihr zu flirten, sie küsst ihn sogar, verschwindet dann jedoch. Paul geht wieder zu Kerstin, mit dem Auto von Kerstins Mutter machen die beiden eine Spritztour. Auf dieser Fahrt kommt es zu einem Wildunfall. Das überfahrene Reh verursacht einen kleinen Schaden am Auto. Paul und Kerstin kehren zurück zum Bungalow und verstecken das Auto in der Garage. Kerstin bleibt die Nacht über bei Paul. Am nächsten Morgen stößt sie ihn jedoch wieder von sich und verlässt ihn erneut.
Paul fährt nun mit Lene durchs Land. Bei der Rückkehr bemerken sie, dass schon wieder die Feldjäger auf Paul warten. Paul und Lene suchen daraufhin eine kleine Pension. Dort schlafen sie miteinander. Am Morgen ruft Lene Max an, damit er sie abholt, daraufhin ruft Paul die Feldjäger zur Pension. Die Schlusssequenz des Films lässt offen, ob Paul sich von ihnen festnehmen lässt oder erneut ausreißt.

## Hintergrund
Der Film entstand als Produktion für die ZDF-Reihe Das kleine Fernsehspiel. Die Dreharbeiten fanden im Juni/Juli 2001 in der Umgebung von Marburg, Gladenbach, Bad Endbach sowie im südlichen Siegerland statt. Bungalow wurde auf der Berlinale 2002 in der Sektion Panorama uraufgeführt.

## Kritiken
„Das in seiner äußeren Handlung eher minimalistische, im Detail aber genau ausgefeilte Porträt eines jungen Mannes; es erweitert sich zur subtilen und aufmerksamen Zustandsbeschreibung einer jungen Generation, deren Ziellosigkeit zu einer merkwürdigen Antriebslosigkeit führt, aber auch in Aggression umschlagen kann.“

„Mit reduzierten, geradezu kargen Bildern zeigte  Drehbuchautor und  Regisseur Ulrich Köhler 2002 im Panorama der  Berlinale ein erstaunlich  sensibles und einfühlsames Filmdebüt: Das  Porträt eines Jugendlichen auf  der Suche nach der eigenen Identität und  der Liebe sieht mit simplen  Mitteln, ohne Musik, Effekte und  Erklärungen das große Rätsel des  Geliebtwerden-wollens und  des Erwachsenwerdens in den unverbrauchten  jungen Gesichtern und  präzisem Spiel seiner hervorragenden Darsteller.“

„[…] gelegentlicher Verdruss wie einzelne Längen sollten nicht darüber hinwegtäuschen, dass Bungalow besser ist, als viele deutsche Filme der letzten Zeit […]. Geschmackvoll gefilmt zeichnet Köhler ein intensives Portrait aus Ekel und Gleichgültigkeit, einer Welt, in der nichts passiert. Und gerade darin steht uns Bungalow vermutlich näher, als wir es gerne wahrhaben möchten.“

## Auszeichnungen
Der Film erhielt 2002 den Hessischen Filmpreis und den MFG-Star Baden-Baden, er wurde außerdem auf zahlreichen Festivals gezeigt und ausgezeichnet.